# Vito LoGrasso
Vito Joseph LoGrasso (18 de junio de 1964) es un luchador profesional estadounidense de origen italiano, más conocido por su trabajo en la World Championship Wrestling como Big Vito y más recientemente en la World Wrestling Entertainment donde trabajó para sus territorios de desarrollo Ohio Valley Wrestling y Deep South Wrestling como Vito.

## Carrera

### World Wrestling Federation (1991–1993)
En 1991 se convirtió en un jobber en la WWF. Luchó en las primeras ediciones de WWF Monday Night Raw como "Von Krus", un luchador genérico que luego comenzó con un sutil personaje de "extranjero malvado". Se enfrentó a superestrellas como Bret Hart, The Undertaker y muchos otros. A la WWF le gustaba su trabajo, pero no tenían un lugar en él, así que abandonó la empresa.

### Extreme Championship Wrestling (1999)
Después de trabajar en varias promociones, Vito se reunió con el luchador extremo Tazz en un gimnasio, y fue capaz de conseguir que lo contrate en la ECW. Cuando empezó en la ECW, cambió su nombre por el de Vito "The Skull" LoGrasso y se convirtió en un miembro del equipo "Da Baldies", que en el storyline, decían ser vástagos de un pandillas de la vida real de las calles de Nueva York, y como tal estuvo en desacuerdo con New Jack cuando se llamó a sí mismo "Gangsta" y comenzó una rivalidad contra él.

### World Championship Wrestling (1999–2001)
En 1999 Vito dejó ECW para ir a la World Championship Wrestling (WCW) donde se unió con Johnny the Bull como The Mamalukes. Dirigidos por Tony Marinara, The Mamalukes capturaron el Campeonato Mundial en Parejas de la WCW dos veces y también les fue otorgado conjuntamente el Campeonato Hardcore de la WCW. Después de que se les adjudicó el campeonato, sin embargo, Vito y Johnny fueron obligados a enfrentarse en una lucha para coronar a un solo campeón, que ganó Vito.
En WCW Vito fue anunciado desde Staten Island, Nueva York, que es donde en realidad creció, no en Little Italy como WWE lo anunciaría más tarde.
En diciembre de 2000, The Mamalukes se reunieron e hicieron equipo juntos hasta marzo de 2001, cuando WCW fue adquirida por la WWF. Tras la adquisición, Vito fue uno de los luchadores que no fue contratado por la WWF.

### World Wrestling Entertainment (2005–2007)
A principios de 2005, Vito empezó a trabajar en dark matches para la ahora renombrada World Wrestling Entertainment y firmó un contrato con ellos en julio. Fue asignado a su territorio de desarrollo Ohio Valley Wrestling durante varios meses hasta que estuviera listo para ser llamado al plantel principal.
Vito hizo su debut en la televisión en la WWE en el episodio del 6 de agosto de WWE Velocity, donde ayudó a Nunzio a ganar el Campeonato Peso Crucero de la WWE de Paul London.  Vito y Nunzio reformaron a los Full Blooded Italians, actuando principalmente como un equipo juntos en Velocity con dispersas apariciones en SmackDown!.
Vito y Nunzio se convirtieron en heels nuevamente (después de un breve coqueteo con ser faces con una breve rivalidad contra el entonces heel Gregory Helms) en marzo de 2006 bajo un angle en el cual Vito anunció que quería ser reconocido como un "padrino" y usaba una chaqueta y gafas.
A partir de mayo, varios luchadores como Orlando Jordan y Paul Burchill comenzaron a acercarse a Nunzio tras bastidores y propagar rumores en los que decía que habían visto a Vito en lugares públicos de diversas formas de travestismo. Nunzio originalmente no creía en la historia hasta el 2 de junio en SmackDown! cuando Vito vino por la rampa, en un vestido de mujer, para recoger a Nunzio después de perder una lucha. La siguiente semana, después de discutir acerca de las opciones de ropa de Vito, los dos ex amigos se enfrentaron en una lucha que ganó Vito después de golpear a Nunzio con el Code of Silence. Poco después, Nunzio se unió a la marca ECW, dejando a Vito solo en SmackDown!.
La idea para el gimmick (que se había dicho que venía de Vito, pero en realidad fue idea de Stephanie McMahon) parecía haberse originado en Los Soprano, que también tenía un personaje llamado Vito que recientemente había sido revelado como un homosexual (aunque nunca fue visto en ropa de mujer).
Independientemente de su pasión por travestismo, Vito continuamente explicó que él era un hombre heterosexual; incluyendo una instancia en la que fue a pedirle a la Diva Ashley Massaro una cita mientras estaba usando un vestido, a la cual ella accedió. Después de esto empezó a "tener más diversión" durante sus luchas, corriendo y agitando su vestido e interactuando con los fanes, convirtiéndolo en una vez más face. Varias personas comenzaron a manifestar problemas (kayfabe) con un hombre que luchaba mientras usaba un vestido, incluyendo al comentarista John "Bradshaw" Layfield (quien se negó a hacer comentario con él) y los luchadores Montel Vontavious Porter y William Regal que amenazaron (kayfabe) al Gerente General de SmackDown Theodore Long con una demanda de acoso sexual para salir de luchas con Vito. Al mismo tiempo, la WWE comenzó a "censurar" incidentes en los que el vestido de Vito se levantara exponiendo sus nalgas , dando la impresión de que no llevaba nada debajo del vestido (en realidad él llevaba una tanga). A pesar de sus detractores, una vez que empezó a llevar un vestido Vito comenzó una racha invicta que no terminó hasta cuatro meses más tarde, cuando fue derrotado por Elijah Burke después de interferencia de su compañero Sylvester Terkay. El 15 de mayo de 2007, Vito fue liberado de su contrato por la WWE.

## En lucha
- Movimientos finales
  - Code of Silence (Spinning DDT)[16][17]
  - Dress Code (Kimura con la cabeza de su oponente debajo de su vestido) - como Vito
  - Luca Brasi (Double underhook DDT)[1]
- Movimientos de firma
  - Corner slingshot splash
  - Vertical suplex[16]
  - Diving elbow drop[16]
  - Savate kick,[1] con burlas[16][17]
  - Japanese arm drag
  - Swinging neckbreaker[16]

- Con Johnny the Bull
  - Catching hip toss seguido de un sky lift slam[16]

- Managers
  - Disco Inferno / Glenn Gilbertti[18]
  - Tony Marinara[18]
  - Noel Harlow

## Campeonatos y logros
- Atomic Championship Wrestling
  - ACW Tristate Championship (1 vez)

- American Championship Pro Wrestling
  - ACPW Heavyweight Championship (1 vez, actual)

- Big Time Wrestling
  - BTW Heavyweight Championship (1 vez)

- Deep South Wrestling
  - Deep South Heavyweight Championship (1 vez)[1]

- European Wrestling Promotion
  - Ironman Hardcore Knockout Tournament (2002)

- Golden Cine Professional Wrestling
  - Pro Wrestling Heavyweight Championship of Nepal (1 vez)

- International Wrestling Association
  - IWA Intercontinental Heavyweight Championship (1 vez)[1]

- Midwest Championship Wrestling Alliance
  - MCWA Tag Team Championship (1 time) - with Helmut Hessler[19]

- United States Extreme Wrestling
  - UXW United States Championship (1 vez)[1]

- World Championship Wrestling
  - WCW Hardcore Championship (2 veces) – ganado en forma conjunta con Johnny the Bull[1]
  - WCW World Tag Team Championship (2 veces) – con Johnny the Bull